# Zulema González González
Zulema González González (Orense, Galicia, España, 8 de abril de 1992) es una árbitra de fútbol español de la Primera División Femenina de España y árbitra FIFA. Pertenece al Comité de Árbitros de Galicia. Es sobrina de Manuel González (que fue asistente de Segunda División) y de Bernardino González (exárbitro internacional y en la actualidad delegado para la UEFA y la Federación Española de Fútbol).

## Trayectoria
Ascendió a la máxima categoría del fútbol femenino español el año 2017, cuando esta fue creada para que la Primera División Femenina de España fuera dirigida únicamente por árbitras.

### Internacionalidad
El día 7 de diciembre de 2018 se oficializó su incorporación como árbitro FIFA. Se mantiene en la categoría SECOND del arbitraje UEFA para el año 2022, junto con su recién incorporada compañera, la también española Olatz Rivera Olmedo.

## Temporadas
| Categoría                 | País          | Año   |
| ------------------------- | ------------- | ----- |
| Primera División          | España        | 2017- |
| UEFA SECOND Category Ref. | Internacional | 2019  |